# MediaFire
MediaFire es un servicio de alojamiento de archivos en la nube de forma gratuita. Fundado en junio de 2006 por Derek Labian y Tom Langridge en el Condado de Harris, Texas, Estados Unidos y lanzado en el resto del mundo en 2007. Ha recibido mucha atención porque tiene pocas limitaciones y no tiene restricciones para los usuarios sin cuenta en comparación con muchos otros servicios de alojamiento (como por ejemplo Mega), es decir, que aún sin tener una cuenta, el servicio es totalmente gratuito.
Es principalmente conocido por uso para descargar juegos (entre ellos, imágenes ROM de videojuegos, emuladores, videojuegos de pago gratis, etc.) más que para descargar archivos multimedia. El dominio mediafire.com ha atraído por lo menos 8,7 millones de visitantes en 2008 según un estudio Compete.com. Existen incluso sitios web que sólo permiten contenido subido en este servicio de alojamiento, argumentando la calidad del mismo.[cita requerida]
Uno de los mayores motivos de su popularidad es que permite descargas simultáneas para usuarios no registrados, además de permitir descargar al máximo de la conexión del usuario (dependiendo siempre del estado del servidor), cosa que otros famosos servidores como Megaupload sólo permitían hacerlo pagando o canjeando puntos. 
Sus competidores son Mega, ADrive, Google Drive, One Drive y Dropbox.

## Recepción
MediaFire fue recibido con buenas críticas en los medios de comunicación, ganando el premio "Top 100 sitios web desconocidos", de la revista PC, denominado: "Al principio el servicio de almacenamiento MediaFire parece demasiado bueno para ser verdad…" CNET, recibiendo comentarios positivos de Lifehacker, y también recibe el premio "Top Sitios Web de 2008", por la revista PC magazine.
Debido al gran éxito obtenido en el 2008 la empresa lanzó un nuevo servicio Pro (pago) con nuevos beneficios y características muy superiores a la versión Free que sigue teniendo las mismas características de siempre.
El sitio web el 11 de junio de 2013 figuraba en el puesto 296 en Estados Unidos.

## Diferencias entre la cuenta de pago y la gratuita
Dichas diferencias distan sólo en servicios adicionales que poco o nada tienen que ver con la descarga de contenidos, siendo una cuenta gratuita suficiente para una descarga rápida y cómoda, sin necesidad de realizar ningún pago adicional.
- Una cuenta gratuita sólo pueda alojar archivos que tengan un tamaño máximo de 200 MB. En las versiones de pago el tamaño máximo es de 50 GB por archivo.
- A partir de julio de 2012, las cuentas gratuitas tienen un límite de 10 GB de capacidad. Las cuentas de pago tienen su capacidad máxima en 1 y 100 TB.
- La velocidad de descarga de las cuentas gratis podría ser muy lenta.

- A la hora de descargar archivos, los enlaces son proyectados en páginas repletas de publicidad, dado que la publicidad es la única fuente de financiación para las cuentas gratuitas. Aun así, dicha publicidad puede ser bloqueada mediante añadidos como Adblock Plus, así como usando gestores de descargas como JDownloader e Internet Download Manager que permiten descargar los archivos sin necesidad de visitar la web mediante el enlace. MediaFire suele alterar el código de su sitio web constantemente, para obligar a los usuarios a descargar visitando la web, por lo que es común que la descarga mediante este programa sea posible únicamente durante poco tiempo, debido a las constantes actualizaciones de JDownloader, siendo necesario obtener un nuevo enlace, presumiblemente tras consumir cierta publicidad.